# Cryptochiton stelleri
Espèce
Cryptochiton stelleri est le plus grand des chitons, pouvant atteindre 36 cm de longueur pour un poids de 2 kg. Il est trouvé près des côtes du Pacifique nord, de la Californie vers le nord jusqu'à l'Alaska, des îles Aléoutiennes au Kamtchatka puis vers le sud jusqu'au Japon.